# Freijo (Celanova)
Freijo (llamada oficialmente Santa Cristina de Freixo) es una parroquia y una aldea del municipio español de Celanova, en la provincia de Orense, Galicia.

## Toponimia
La parroquia también es conocida por el nombre de Santa Cristina de Freijo.

## Organización territorial
La parroquia está formada por cinco entidades de población:
- Buzacos
- Casanova (A Casanova)
- Correjanes (Correxás)
- Freijo (Freixo)
- Vilares (Os Vilares)

## Demografía

### Parroquia
| Gráfica de evolución demográfica de Freijo (parroquia) entre 2000 y 2022 |
|                                                                          |
| Datos según el nomenclátor publicado por el INE.                         |

### Aldea
| Gráfica de evolución demográfica de Freijo (aldea) entre 2000 y 2022 |
|                                                                      |
| Datos según el nomenclátor publicado por el INE.                     |